# BZ Большой Медведицы
BZ Большой Медведицы (лат. BZ Ursae Majoris) — карликовая новая, двойная катаклизмическая переменная звезда типа U Близнецов (UG) в созвездии Большой Медведицы на расстоянии приблизительно 497 световых лет (около 153 парсеков) от Солнца. Видимая звёздная величина звезды — от +15,3m до +10,5m.

## Характеристики
Первый компонент — аккрецирующий белый карлик спектрального класса pec(UG).
Второй компонент — красный карлик спектрального класса M5,5:Ve.